# Did Six Million Really Die?
Did Six Million Really Die? ("Seis milhões realmente morreram?", em tradução livre) é um panfleto negacionista do holocausto escrito pelo membro da British National Front, Richard Verrall, sob o pseudônimo de Richard E. Harwood e publicado por Ernst Zündel em 1974. 

## O panfleto
Segundo Verrall, o holocausto foi uma falácia. O livro aponta vários julgamentos de crimes de guerra, como o julgamento de Adolf Eichmann e o julgamento de Nuremberg, criticando sua integridade legal e os padrões das evidências apresentadas, além de pôr em dúvida a imparcialidade e objetividade dos juízes.[carece de fontes?]
Segundo Verrall, as políticas de discriminação e emigração do Terceiro Reich foram interpretadas como extermínio mas a palavra "extermínio" nunca foi explicitamente usada quando se discutia a "solução final", e esta, segundo ele, significaria a expulsão dos judeus da Europa para Madagáscar.[carece de fontes?]
Verrall também apresenta manipulações de censos da população mundial judaica, os quais, segundo ele, não mostram uma alteração significante entre os anos 1938 e 1948, alegando também que a população judia das áreas controladas pelos nazistas nunca teria excedido 2 milhões. Sendo assim, o Holocausto teria sido fabricado pelos Aliados para ocultar os seus próprios crimes de guerra e violações dos direitos humanos (principalmente pelos assassinatos em massa promovidos por Stalin). Entretanto, segundo o American Jewish Yearbook, quando Hitler chegou ao poder, em 1933, a  população judaica da Europa  era de aproximadamente 9,5 milhões de pessoas.

## Análise da corte canadense
Em 1992 o livro foi analisado pela suprema corte canadense, a qual concluiu que a obra era uma "representação errônea do trabalho dos historiadores, desprovida de exatidão, com evidências fabricadas e citação de autoridades inexistentes".